# De Poelen (buurtschap)
De Poelen (Fries: De Puollen) is een streeknaam en voormalige buurtschap in de gemeente Waadhoeke, in de Nederlandse provincie Friesland. De plaats lag tussen Dronrijp en Deinum. 
Door de Poellen loopt de Poelvaart. In de 21 eeuw staan er nog enkele boerderijen in de streek, aan de Puoldyk. De Nieuwe Encyclopedie van Fryslân duidt De Poelen als een van de buurtschappen van Dronrijp.

## Geschiedenis
De streek lag oorspronkelijk in de Oosterpolder, een 375 hectare polder die onderdeel werd van het waterschap De Poelen. De polder werd bemalen door de poldermolen De Poelen. Deze poldermolen dateert uit circa 1850 en is van het type kantige molen en grondzeiler.
Het gebied van De Poelen werd vermeld als da Polum in 1450, als da Polen in 1483 en als Puelen en Poelen in de 16e eeuw. Een eeuw later spreekt men van De Poelen. De plaatsnaam verwijst naar het feit dat het een waterig gebied was.
In de plaats stond de Aesgemastins, een versteend huis met een verdedigingsfunctie. De oudste vermelding is van 1403. De Aesgemastins stond op een terp, een opgeworpen heuvel. Na 1500 is de stins waarschijnlijk vervangen door een boerderij.
Steden, dorpen en gehuchten: Achlum · Baijum · Beetgum · Beetgumermolen · Berlikum · Blessum · Boer · Boksum · Deinum · Dongjum · Dronrijp · Engelum · Firdgum · Franeker · Herbaijum · Hitzum · Klooster-Lidlum · Marssum · Menaldum · Minnertsga · Nij Altoenae · Oosterbierum · Oudebildtzijl · Peins · Pietersbierum · Ried · Ritsumazijl · Schalsum · Schingen · Sexbierum · Sint Annaparochie · Sint Jacobiparochie · Slappeterp · Spannum · Tzum · Tzummarum · Vrouwenparochie · Welsrijp · Westhoek · Wier · Winsum · Zweins

Buurtschappen: Arkens · Bonkwerd · Dijkshoek · Doijum · Fatum · Hatsum · Het Hooghout · Kie · Kiesterzijl · Kingmatille · Klooster Anjum · Koehool · Laakwerd · Lutjelollum · Miedum · Nieuwebildtzijl · Oosterend · Oosthoek · Rewerd (deels) · Roptazijl (deels) · Salverd · Schildum · Sopsum · Stad Niks · Tolsum · Tritzum · Tjeppenboer · Vrouwbuurtstermolen (deels) ·  Weakens · Westerend · Zwarte Haan

Voormalige buurtschappen:Barrum · De Kampen · De Poelen · De Vlaren · Dijksterhuizen · Franjumerburen · Holprijp · Koum · Langwerd · Teetlum · Memerd · War 

Friesland: Steden en dorpen      Nederland: Provincies · Gemeenten